# Братство (1942)
„Братство“ (на македонска литературна норма: Братство) е нелегален комунистически вестник на Комунистическата съпротива във Вардарска Македония.
„Братство“ е нелегален вестник, орган на Тетовския окръжен комитет на Комунистическата партия на Югославия за територията на Македония под италианска окупация. Вестникът се печата в град Тетово и се разпространява в Гостивар, Кичево и Дебър. От вестника излизат само два броя.